# Сенке
Сенке (фр. Cinqueux) је насеље и општина у североисточној Француској у региону Пикардија, у департману Оаза која припада префектури Клермон.
По подацима из 2011. године у општини је живело 1511 становника, а густина насељености је износила 222,53 становника/km². Општина се простире на површини од 6,79 km². Налази се на средњој надморској висини од 78 метара (максималној 118 m, а минималној 31 m).

## Демографија
| 1962. | 1968. | 1975. | 1982. | 1990. | 1999. | 2011. |
| ----- | ----- | ----- | ----- | ----- | ----- | ----- |
| 749   | 825   | 1.108 | 1.306 | 1.521 | 1.561 | 1.511 |

График промене броја становника у току последњих година